# Molvena militata
Molvena militata là một loài bướm đêm trong họ Noctuidae.